# Érseki palota (Kalocsa)
Az érseki palota a római katolikus érsek székhelye Kalocsán.

## Építése
A mai, barokk stílusú palota helyén már a középkorban is az érseki palota állt. A 18. század elején először ezt az épületet tették lakhatóvá.  A mai palotát a korábbi falak elbontása után, Batthyány József érsek kezdte építtetni 1775-ben, Oswald Gáspár tervei alapján. Utódja, Patachich Ádám érsek, az Oswald-féle terveket módosíttatta Kronovetter Lipót Antal udvari mérnökkel, és 1780-ra a Franz Anton Hillebrandt által tervezett nagyváradi püspöki kastély stílusában  építtette fel a főhomlokzatot és a keleti szárnyat. A keleti szárnyban kapott helyett híres magánkönyvtára is, amelyet egyesített a káptalani és a korábbi érseki könyvtárral, létrehozva a nevezetes Kalocsai Érseki Könyvtárat.  A palota kápolnáját, az egyik kis termét, és a  dísztermét Maulbertsch festette ki 1783-84-ben. Később a díszterem freskói a folyamatos beázások következtében megsérültek, végül 1868-ban a maradékait is leverték. Helyébe Haynald Lajos érsek a ma látható faburkolatot készíttette.  A palota dísztermében áll többek között Liszt Ferenc zongorája, amelyen több hangversenyt adott.
A nyugati  szárny befejezésére gróf Kollonich László érseksége idején került sor, ennek tervezője a kamara építésze Tallherr József volt. 
A 21. század elején állami támogatással helyreállították az érseki palota leromlott állapotú részeit és tetőzetét, valamint rendezték a könyvtárat és levéltárat.

## Képek

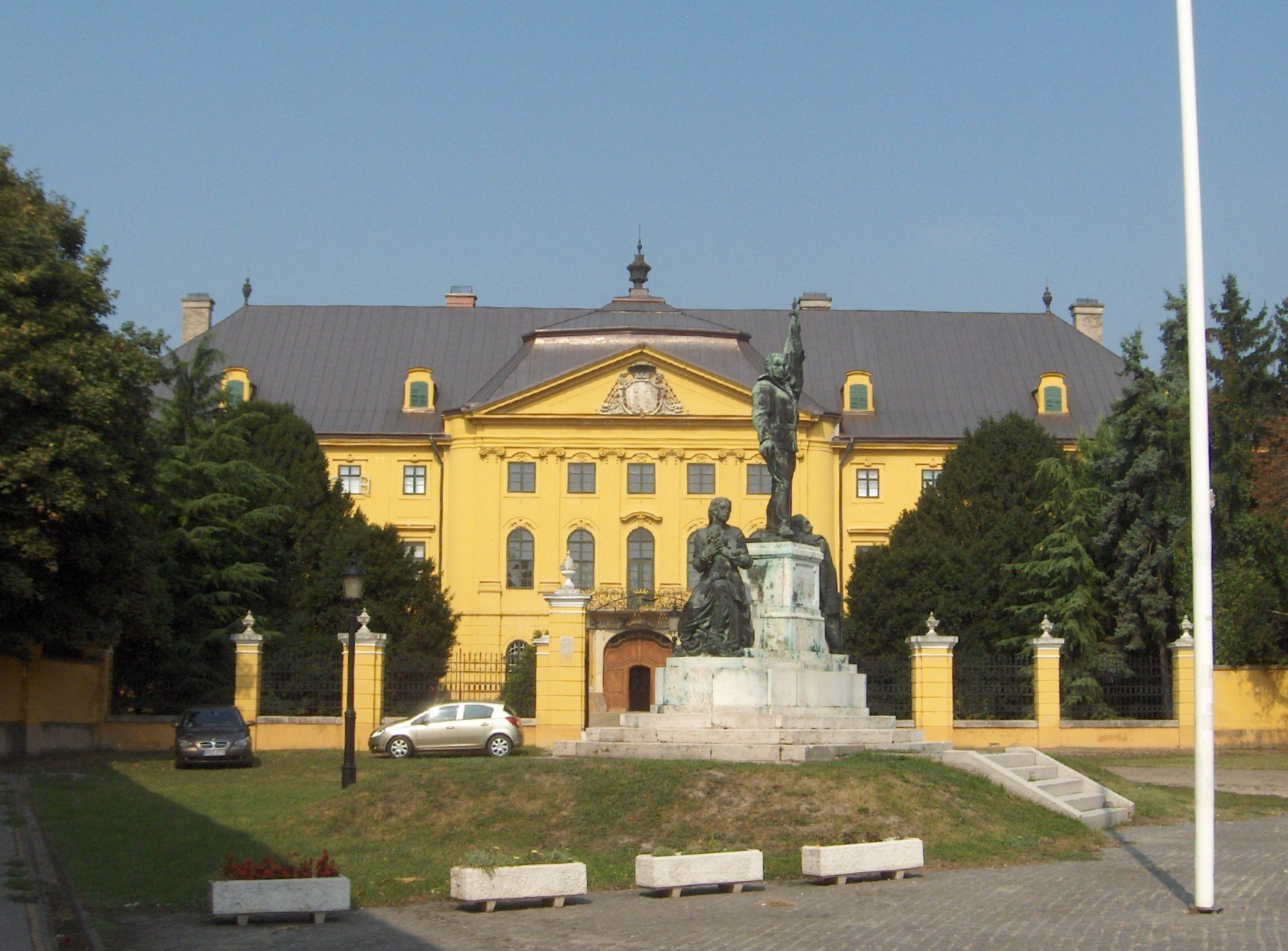
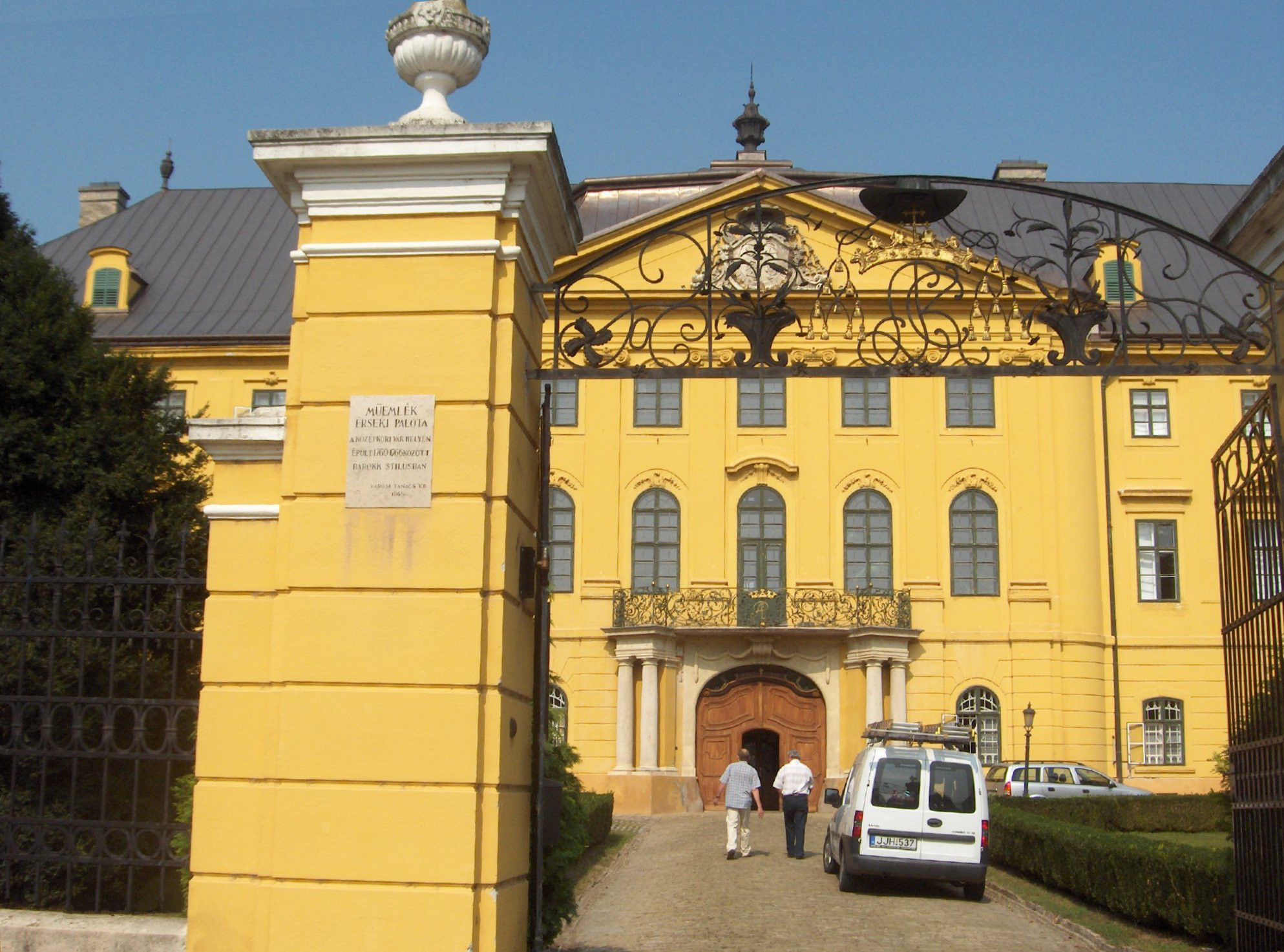